# بانچوری
بانچوری (به انگلیسی: Banchory) یک شهرک در اسکاتلند است که در آبردین‌شایر واقع شده‌است. بانچوری ۷٬۵۲۰ نفر جمعیت دارد.